# Fiat CR.25
El Fiat CR.25 es un avión militar construido por la empresa italiana Fiat a finales de los años treinta. Fue diseñado por Celestino Rosatelli en 1936. Solo se fabricaron 10 unidades, sin embargo fue utilizado por la Regia Aeronautica durante la Segunda Guerra Mundial en diversas funciones, como caza de largo alcance, reconocimiento de medio alcance, bombardero ligero y avión rápido del transporte.

## Especificaciones
Características generales
- Tripulación: 2 o 3 (se necesitaba un tercer miembro para las misiones de bombardeo)
- Longitud: 13,56 m (44 pies 6 pulgadas)
- Envergadura: 16 m (52 pies 6 pulgadas)
- Altura: 3,3 m (10 pies 10 pulgadas)
- Superficie alar: 39,2 m 2 (422 pies cuadrados)
- Peso en vacío: 4475 kg (9866 libras)
- Peso bruto: 6.625 kg (14.606 libras)
- Planta motriz: 2 × motor de pistón radial Fiat A.74 RC38 de 14 cilindros refrigerado por aire, 627 kW (841 hp) cada uno
- Hélices: hélices de paso variable de 3 palas

Performance
- Velocidad máxima: 450 km/h (280 mph, 240 nudos)
- Alcance: 1500 km (930 mi, 810 nmi)
- Techo de servicio: 7.950 m (26.080 pies)

Armamento
- Cañones: 3 ametralladoras Breda-SAFAT de 12,7 mm (0,500 pulgadas)
- Bombas: hasta 300 kg (661 lb) de bombas